# Luigi Giavini
Luigi Giavini (Busto Arsizio, 22 ottobre 1936) è uno storico e scrittore italiano, appassionato di storia locale, principalmente della sua città natale.
Diplomato al liceo classico Daniele Crespi di Busto Arsizio nel 1956 e laureatosi in chimica industriale presso l'Università degli studi di Milano nel 1962, è un autore di libri, saggi e articoli relativi alla storia di Busto Arsizio e dell'Altomilanese; grazie anche al suo passato di imprenditore, è un esperto conoscitore della storia dell'industria tessile lombarda.

## Premi e riconoscimenti
- Benemerenza civica del comune di Busto Arsizio (2008)
- Premio Biella Letteratura e Industria 2013 per Una lacrima di blu. Colori, tessuti, imprese: la memoria del lavoro nelle parole di ieri[2]
- Paul Harris Fellow del Rotary Club Busto Arsizio-Gallarate-Legnano "Ticino"

## Pubblicazioni

### Libri
Quello che segue è un elenco parziale dei libri scritti da Luigi Giavini:
- Parlà, a l'è fià. Busto Arsizio e i suoi proverbi (coautore Bruno Grampa, 1981)
- Ul calimón (1982)
- Dizionario della lingua bustocca (tre volumi, 1983-1986)
- Ul ven da Büsti (coautore Angelo Grampa, 1987)
- Madegozzi e medisin (coautore Angelo Grampa, 1992)
- Ul Pá Pén (1993)
- Al lissi al füssi al sissi (1996)
- Sui sentieri dell'emigrazione da Busto Arsizio al Sud-America[3] (1997)
- Raso da 8 una storia cotoniera infinita (1999)
- Le origini di Busto Arsizio dai Liguri ai Longobardi (2002)
- Spira aprile maggio nasce. Millenni ritrovati in danze, canti, leggende, memorie e memorie... (2004)
- Trama e ordito di una città. Da Busto Arsizio viaggio nella millenaria storia non solo tessile dei fustagni di Lombardia (2006)
- La fiaba del cotone. Viaggio nel mondo fantastico di marchi, segni ed etichette tessili del XIX e della prima metà del XX secolo (2007)
- Memoria e speranza. Dal fronte della Grande Guerra diari di due "nemici" (2009)
- Il colore dell'Aurora. La rivoluzione cromatica della chimica moderna (2010).
- Ravie. Lo stupore dal presepe alla croce (2011)
- Una lacrima di blu. Colori tessuti e imprese: la memoria del lavoro nelle parole di ieri (2012)
- Cirléi. Pensieri in volo (2013)
- Gesti d'Amùi (2015)

### Saggi
Giavini è stato autore di diversi saggi inseriti in pubblicazioni di carattere culturale. Tra queste, si ricordano:
- Un'analisi della poesia di Pasquale Gilardi Lelèn in La voce di Castagnola (1986)
- La svolta tecnologica nell'industria a Busto Arsizio e L'età dell'oro delle tradizioni bustocche in Rassegna di vita bustese 1920-1940. Documenti ed immagini (1989)
- La poesia di Angelo Azzimonti in Guti da rusàa di Angelo Azzimonti (1989)
- I bustocchi al Sacro Monte in IX sagra di S. Rocco (1990)
- È Natale in Notiziario della Famiglia Bustocca (1990)
- Chiese fede e tradizioni in Gesi da Büsti di Mariolino Rimoldi (1994)
- I Re Magi a Busto Arsizio in Terra Ambrosiana (1995)
- La poesia di Carla Mocchetti in Rassù di Carla Mocchetti (1995)

Ha inoltre collaborato alla realizzazione del volume Il Museo del Tessile e della tradizione industriale di Busto Arsizio, pubblicato dall'amministrazione comunale in occasione dell'apertura dell'omonimo museo.
Altri suoi saggi si trovano in Molini Marzoli Massari, un recupero d'eccellenza, Per i 150 anni dell'Asilo di S.Anna in Busto Arsizio, Angelo Borri, una vita per la vita e Busto anni '30-'40.

### Altro
Giavini è stato anche autore di DVD e CD sulla storia tessile di Busto Arsizio e dell'audiocassetta Omaggio bustocco all'Europa, realizzata a cura del Magistero dei Briscitti in memoria di Bruno Grampa.